# Мурлыткино
Мурлыткино — станция в Тогучинском районе Новосибирской области. Входит в состав Кудринского сельсовета.

## География
Площадь станции — 18 гектаров.

## Население
| 2002 | 2007 | 2010 |
| ---- | ---- | ---- |
| 121  | ↘118 | ↘94  |

## Инфраструктура
На станции по данным на 2007 год отсутствует социальная инфраструктура.